# Chris John (Politiker)

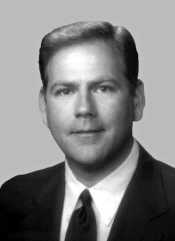
Chris John

Christopher „Chris“ John (* 5. Januar 1960 in Crowley, Louisiana) ist ein US-amerikanischer Politiker. Zwischen 1997 und 2005 vertrat er den Bundesstaat Louisiana im US-Repräsentantenhaus.

## Werdegang
Chris John besuchte bis 1978 die Notre Dame High School im Acadia Parish. Danach studierte er bis 1982 an der Louisiana State University in Shreveport. Zwischen 1974 und 1982 war er zeitweise Assistent seines Vaters John N. John, der Abgeordneter im Repräsentantenhaus von Louisiana war. Chris John wurde Mitglied der Demokratischen Partei. Zwischen 1988 und 1996 saß er ebenfalls im Staatsparlament. Außerdem war er Mitglied der örtlichen Handelskammer.
Bei den Kongresswahlen des Jahres 1996 wurde John im siebten Wahlbezirk von Louisiana in das US-Repräsentantenhaus in Washington, D.C. gewählt, wo er am 3. Januar 1997 die Nachfolge von Jimmy Hayes antrat. Nach drei Wiederwahlen konnte er bis zum 3. Januar 2005 vier Legislaturperioden im Kongress absolvieren. Im Jahr 2004 kandidierte er erfolglos für den US-Senat; mit einem Stimmenanteil von 29 Prozent belegte er lediglich den zweiten Platz hinter dem siegreichen Republikaner David Vitter.
Seit seinem Ausscheiden aus dem US-Repräsentantenhaus arbeitet Chris John als Lobbyist. Er ist mit Payton Smith verheiratet, mit der er zwei Söhne hat.